# Natri periodat
Natri peiodat là muối natri của axit peiodic. Nó có thể liên quan đến hai muối khác nhau: natri metapeiodat (viết tắt là natri m-peiodat) có công thức NaIO4 và natri orthopeiodat (viết tắt là natri o-peiodat) có công thức Na5IO6. Cả hai muối này đều hữu dung trong hóa tổng hợp vì khả năng oxy hóa của ion peiodat.

## Đặc tính
Khi đun nóng, nó phân hủy thành natri iodat (NaIO3) và khí oxy. Phản ứng phân hủy này có xúc tác là mangan(IV) oxit.

## Điều chế
Thông thường natri metapeiodat được sản xuất phổ biến nhất dưới dạng natri đibipeiodat (Na3H2IO6), nó được cách ly khỏi phản ứng oxi hoá của natri iodat với clo và natri hydroxide và được kết tinh tốt nhất trong  axit nitric. Hoặc một cách khác, đi từ natri iodide bị oxy hóa bằng brom và natri hydroxide:
NaIO3 + Cl2 + 4 NaOH → Na3H2IO6 + 2NaCl + H2O
NaI + 4Br2 + 10NaOH → Na3H2IO6 + 8NaBr + 4H2O
Natri metapeiodat sau đó được tạo ra bằng cách khử natri đibipeiodat bằng axit nitric:
Na3H2IO6 + 2HNO3 → NaIO4 + 2NaNO3 + 2H2O
Hiện đại hơn, sản xuất ở quy mô công nghiệp sử dụng phương pháp điện phân iodat, cực dương là PbO2. Phương trình điện phân như sau:
H5IO6 + H+ + 2e− → IO−
3 + 3H2O      E° = 1,6 V

## Ứng dụng
Natri peiodat được dùng để oxi hoá xenlulozơ và tạo ra các hợp chất dễ bị vi khuẩn phân hủy và thân thiện với môi trường. Các hợp chất này được dùng trong khâu phẫu thuật, như là giàn giáo cho cấu trúc tế bào.
Trong hóa hữu cơ, natri peiodat có thể được dùng trong dung dịch để mở vòng saccarit giữa hai nhóm hydroxyl (điol) lân cận để giải phóng hai nhóm andehit:
Quá trình này thường được dùng trong các saccarit đánh dấu với các phân tử huỳnh quang như biotin. Bởi vì quá trình cần các nhóm điol lân cận, các ion periođat thường được dùng để đánh dấu có chọn lọc RNA (riboza có điol lân cận) thay vì DNA do đeoxiriboza không có điol lân cận.